# Létragráf
A matematika, azon belül a gráfelmélet területén az Ln-nel jelölt létragráf (ladder graph) egy 2n csúccsal és 3n−2 éllel rendelkező összefüggő, irányítatlan, síkbarajzolható gráf.
A létragráf előállítható két útgráf Descartes-szorzataként, amennyiben az egyik útgráf csak egyetlen éllel rendelkezik: Ln,1 = Pn × P2.

## Tulajdonságok
A konstrukciós szabály alapján nyilvánvaló, hogy az Ln létragráf a G2,n rácsgráffal izomorf, és valóban emlékeztet egy n fokkal rendelkező létrára. Rendelkezik Hamilton-körrel, girthparamétere 4 (ha n>1), élkromatikus száma pedig 3 (ha n>2). A gráf négy sarki helyzetű csúcsának fokszáma 2, a többi csúcsé 3. Az Ln létragráf teljes párosításainak száma megegyezik az Fn+1 Fibonacci-számmal.
A létragráf kromatikus száma 2, kromatikus polinomja pedig {\displaystyle (x-1)x(x^{2}-3x+3)^{(n-1)}}.

Az L_{1}, L_{2}, L_{3}, L_{4} és L_{5} létragráfok.

A létragráf kromatikus száma 2.

## Létrafok-gráf
Néha létragráf alatt az n × P2 létrafok-gráfot (ladder rung graph) értik, azaz n db 2 hosszúságú útgráf diszjunkt unióját.

Az LR_{1}, LR_{2}, LR_{3}, LR_{4} és LR_{5} létrafok-gráfok.

## Körkörös létragráf
A létragráf négy 2 fokszámú csúcsát egyenesen összekötve, avagy egy n≥3 hosszúságú kör és egy él Descartes-szorzatával a körkörös létragráf (circular ladder graph), CLn áll elő.
Szimbolikusan: CLn = Cn × P1.
A körkörös létragráf 2n csúccsal és 3n éllel rendelkező, összefüggő síkbarajzolható gráf Hamilton-körrel, de kizárólag akkor páros, ha n páros.
A körkörös létragráfok a hasábok poliédergráfjai, ezért hasábgráfnak is nevezik őket.
Körkörös létragráfok:
| CL3 | CL4 | CL5 | CL6 | CL7 | CL8 |

## Möbius-létragráf
Egy létragráf négy 2 fokszámú csúcsát keresztben összekötve 3-reguláris gráf jön létre, amit Möbius-létrának neveznek.

Az M_{16} Möbius-létra két nézete.

## Fordítás
- Ez a szócikk részben vagy egészben a Ladder graph című angol Wikipédia-szócikk ezen változatának fordításán alapul.  Az eredeti cikk szerkesztőit annak laptörténete sorolja fel. Ez a jelzés csupán a megfogalmazás eredetét és a szerzői jogokat jelzi, nem szolgál a cikkben szereplő információk forrásmegjelöléseként.
- Ez a szócikk részben vagy egészben a Leitergraph című német Wikipédia-szócikk ezen változatának fordításán alapul.  Az eredeti cikk szerkesztőit annak laptörténete sorolja fel. Ez a jelzés csupán a megfogalmazás eredetét és a szerzői jogokat jelzi, nem szolgál a cikkben szereplő információk forrásmegjelöléseként.